# تاکاشی اونوزوکا
تاکاشی اونوزوکا (انگلیسی: Takashi Onozuka; ۱ فوریهٔ ۱۹۷۴ – ) صداپیشگی در ژاپن اهل ژاپن بود.